# Böbrach
Böbrach település Németországban, azon belül Bajorországban. Lakosainak száma 1622 fő (2023. december 31.). Böbrach Teisnach, Regen és Bodenmais községekkel határos.

## Népesség
| Lakosok száma | 741  | 1641 | 1491 | 1627 | 1571 | 1633 | 1646 | 1647 | 1606 | 1622 |
|               | 1875 | 1950 | 1975 | 2010 | 2012 | 2013 | 2015 | 2017 | 2021 | 2023 |